# Henning Jacobson
Henning Jacobson, född 15 september 1856 i Yllestads socken i Skaraborgs län, död 14 oktober 1930 i Belmont, Massachusetts, var en svenskamerikansk pastor inom Augustanasynoden. Han är känd som klagande i rättsfallet Jacobson mot Massachusetts i USA:s högsta domstol, där det slogs fast att delstaten hade rätt att beordra obligatorisk vaccinering mot smittkoppor.

## Biografi
Jacobson emigrerade till USA 1870 tillsammans med sina föräldrar. Han studerade från 1877 till 1880 vid Augustana College, ett svenskamerikanskt läroverk i Rock Island, Illinois. 1879 tog han initiativ till att starta studentorkestern där han spelade kontrabas en kort tid innan han tröttnade och lämnade orkestern. Från 1890 till 1892 studerade han vid prästseminariet vid samma läroverk.
Han hade en yngre bror vid namn Fritz, som var pastor i New Haven, Connecticut. När denne en tid 1890 var ledig för studier vikarierade Henning Jacobson för brodern och skall ha blivit en omtyckt predikant i församlingen. År 1892 hade Jacobson klarat av studierna och blev prästvigd i samband med Augustanasynodens möte i Lindsborg, Kansas den 5 juni 1892. Han fick kallelse om att bli ordinarie pastor i New Haven, vilken han dock tackade nej till. I stället fick han uppdraget som pastor i Waltham och Cambridge i Massachusetts. Han förestod inledningsvis den 1889 grundade Swedish Evangelical Lutheran Bethlehem Church (numera First Lutheran) i Waltham samtidigt som han den 18 december 1892 grundade Swedish Evangelical Lutheran Augustana Church (numera Faith Lutheran) i Cambridge. Några år senare flyttade han till Cambridge och lämnade ansvaret för kyrkan i Waltham. Han förblev pastor för Swedish Evangelical Lutheran Augustana Church i Cambridge fram till sin död 1930.
Jacobson gifte sig 1882 med Hattie Anderson. De fick fem barn, varav tre söner levde till vuxen ålder.

## Jacobson mot Massachusetts
I samband med ett utbrott av smittkoppor 1902 beordrade myndigheterna i Cambridge obligatorisk vaccination för alla som inte var vaccinerade de senaste fem åren. Jacobson vägrade att låta sig vaccineras och ställdes därför inför domstol den 23 juli samma år. Han dömdes att betala böter på fem dollar. Han överklagade flera gånger och fallet tog sig hela vägen upp till USA:s högsta domstol, som meddelade sitt beslut 1905. Jacobson förlorade och domen blev ett viktigt prejudikat som ännu idag ligger till grund för vissa krav på vaccination i USA. Han betalade senare det utdömda bötesbeloppet.